# Шония, Александра Караевна
Александра Караевна Шония (1924 год, ССР Абхазия) — звеньевая колхоза имени Сталина Гальского района, Абхазская АССР, Грузинская ССР. Герой Социалистического Труда (1948).

## Биография
Родилась в 1924 году в крестьянской семье в одном из сельских населённых пунктов ССР Абхазии.
Окончила местную начальную школу. С раннего возраста трудилась в сельском хозяйстве. В годы Великой Отечественной войны трудилась в колхозе имени Сталина Гальского района. В послевоенные годы возглавляла комсомольско-молодёжное полеводческое звено.
В 1947 году звено под её руководством собрало в среднем с каждого гектара по 110 центнеров кукурузы на площади 3 гектара. Эти трудовые достижения стали одними из самых высоких показателей среди кукурузоводов Грузинской ССР в 1947 году (самые высокие были у звена Джиги Бутбая — 136,2 центнера с гектара, Гадзы Гогохия — 117,3 центнера с гектара, Чичико Гогохия — 112,9 центнера с гектара, Темура Тарбы — 112,6 центнера с гектара и значительно превысили показатели лауреата Сталинской премии Чоколи Квачахия). Указом Президиума Верховного Совета СССР от 21 февраля 1948 года удостоена звания Героя Социалистического Труда за «получение в 1947 году высоких урожаев кукурузы и пшеницы» с вручением ордена Ленина и золотой медали «Серп и Молот» (№ 821).
Этим же Указом званием Героя Социалистического Труда были также награждены председатель колхоза имени Сталина Гальского района Владимир Ахлоевич Гогохия и двадцать тружеников колхоза, в том числе бригадиры Аполлон Зосимович Гогохия, Валериан Викторович Микава, Дзуку Михайлович Ригвава, Иродион Качалович Харчилава, Эраст Кутаевич Чаава, звеньевые Иосиф Алексеевич Акубардия, Джига Павлович Бутбая, Гадза Дзугуевич Гогохия, Чичико Дзугуевич Гогохия, Джого Бардзикиевич Дзандзава, Владимир Тагуевич Заркуа, Алексей Викторович Микава, Аполлон Сейдукович Микава, Хухути Авксентьевич Тодуа, Александр Николаевич Харчилава, Валериан Иосифович Харчилава, Акакий Дзвариевич Шенгелия и Владимир Итоевич Шония.
За выдающиеся трудовые достижения по итогам 1948 года была награждена вторым Орденом Ленина.
После выхода на пенсию проживала в родном селе Квемо-Баргеби Гальского района.
Награды
- Герой Социалистического Труда
- Орден Ленина — дважды (1948; 03.05.1949)